# Tidung

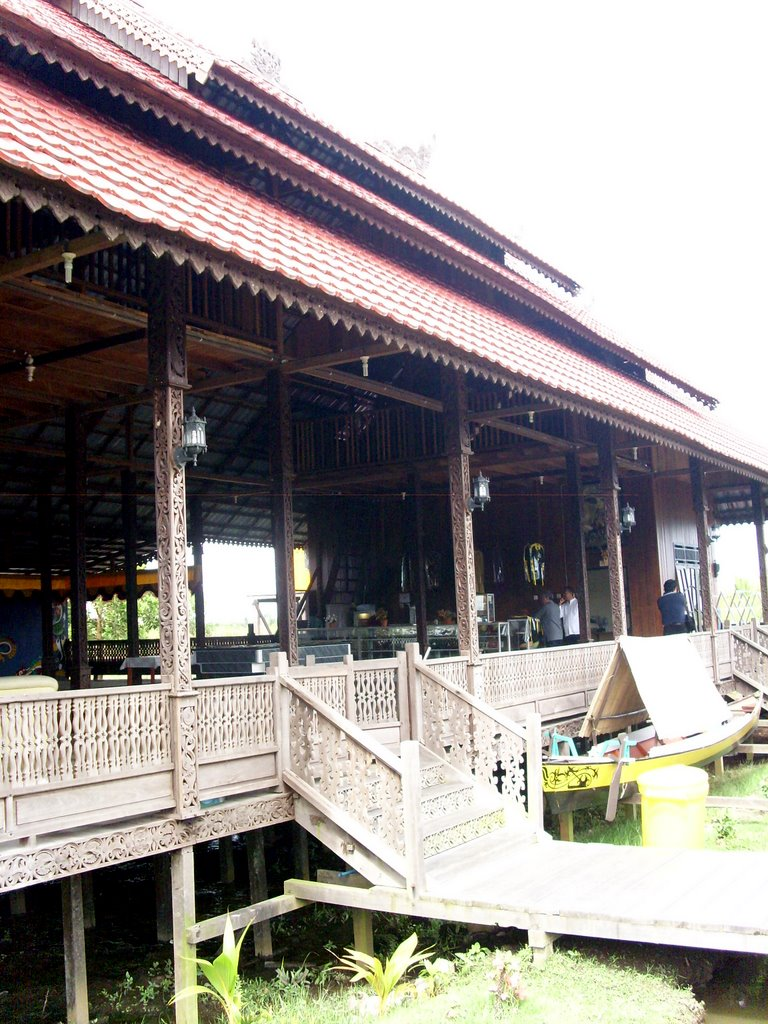
Un baloy, maison traditionnelle tidung.

Les Tidung sont une population vivant dans le nord-est de l'île de Bornéo. Leur nombre total était d'un peu moins de 25 000 en 2000, dont 15 000 dans la province indonésienne de Kalimantan oriental et un peu moins de 10 000 dans l'État malaisien de Sabah.
Ils parlent le tidung, une langue du sous-groupe murutique de la branche malayo-polynésienne des langues austronésiennes.